# Sund, Börstils socken
Sund är en by i Börstils socken i Östhammars kommun. 
Sund visar en agrar miljö med ett sammanhängande odlingslandskap som är svagt kuperat och innefattar moränbackar, värdefulla hagmarker och enstaka odlingsrösen. Det äldsta kända namnet på byn är Sundöö ("in Sundöö", avskrift av dokument från 1383 i Börstils kyrkoarkiv) vilket tros syfta på den vattenled som i förhistorisk tid fanns mellan Kallrigafjärden i norr och nuvarande Granfjärden i söder. 1490 skrivs bynamnet Swnd. Byn omfattar under 1500-talet fem mantal skattejord samt en skatteutjord hörande till en av gårdarna i byn. Sund är en dubbel radby och har bevarat mycket av sin odlings- och bebyggelsestruktur från tiden före laga skiftet som genomfördes mellan 1882 och 1887. I byn finns också många välbevarade byggnader från i huvudsak 1800-talet. Kring byn ligger fyra gravfält som vittnar om en tidig bosättning. I byn finns Börstils sockens enda bevarade runsten, (U 600). 